# Norman Falla
Norman Falla est un astronome amateur britannique, chercheur dans l'industrie de la peinture.
Résidant dans une zone de la banlieue de Londres soumise à une grande pollution lumineuse, il effectue ses observations via Internet, ses heures d'observation lui étant fournies par certains observateurs professionnels du monde entier.
Le Centre des planètes mineures le crédite de la découverte de vingt-deux astéroïdes, effectuées en 2009 et 2014.
| (221923) Jayeff          | 22 juillet 2009  |
| (229900) Emmagreaves     | 14 novembre 2009 |
| (275106) Sarahdubeyjames | 14 novembre 2009 |
| (301566) Melissajane     | 20 avril 2009    |
| (305953) Josiedubey      | 20 avril 2009    |
| (316010) Daviddubey      | 19 mars 2009     |